# Rivière Johns (Vermont)
Pour les articles homonymes, voir Johns.
La rivière Johns est un affluent du lac Memphrémagog, coulant dans la municipalité de Derby au nord du Vermont aux États-Unis et dans la municipalité de Stanstead (ville) (secteur Beebe Junction), dans la MRC de Memphrémagog, dans la région administrative de l’Estrie, au sud du Québec, au Canada.

## Géographie
La rivière Johns prend sa source sur le versant nord-ouest d’une montagne de « Nelson Hill », au nord du Nelson Hill road, dans la municipalité de Derby. Cette source est située à :
- 0,5 km au nord-est de la tour de radio située au sommet de la montagne ;
- 7,1 km à l’est de la confluence de la rivière Johns ;
- 3,1 km au sud de la frontière canado-américaine.

À partir de sa source, la rivière coule sur 11,0 km selon les segments suivants :
- 2,2 km vers le nord-ouest dans le Vermont en dévalant la montagne sur 117 m, jusqu’à l’Interstate 91 ;
- 0,4 km vers le nord-ouest en traversant l’Interstate 91, jusqu’au Crystal Brook (venant du nord-est) ;
- 3,0 km vers le nord-ouest, jusqu’au pont de la route Beebe du village de « Beebe Plain » ;
- 1,1 km vers le nord-ouest, jusqu’à la frontière entre le Québec et le Vermont ;
- 1,1 km en faisant une courbe vers le nord en territoire du Québec dans la municipalité de Beebe Junction pour revenir à nouveau couper la frontière entre le Québec et le Vermont ;
- 3,2 km vers le sud-ouest dans le Vermont en coupant le North Derby road, jusqu’à sa confluence[2].

La confluence de la rivière se déverse au fond de la Baie Derby sur la rive est du lac Memphrémagog, au Vermont.

## Histoire
La rivière était utilisée depuis longtemps pour rejoindre le fleuve Connecticut (fleuve), en passant par un portage qui reliait la rivière Nulhegan, un affluent du fleuve.

## Toponymie
Le toponyme Johns River fait référence à un patronyme d'origine anglaise, tandis que le terme John se réfère à un prénom populaire d'origine anglaise.
Ce toponyme a été officialisé le 29 octobre 1980 au Geographic Names Information System (GNIS) du gouvernement fédéral américain.